# سوني نورد
سوني نورد (Sony Norde) (27 يوليو 1989 في إدارة آنس الكبرى في هايتي – )؛ هو لاعب كرة قدم كان يلعب كمهاجم. يلعب مع منتخب هايتي لكرة القدم منذ عام 2008.

## وصلات خارجية
- سوني نورد على موقع الاتحاد الدولي (مؤرشف)  (الإنجليزية)
- سوني نورد على موقع قاعدة بيانات كرة القدم.إي يو (الإنجليزية)
- سوني نورد على موقع ناشيونال فوتبول تيمز (الإنجليزية)
- سوني نورد على موقع Soccerway.com (الإنجليزية)
- سوني نورد على موقع AS.com (الإسبانية)